# Авангард (стадион, Владивосток)
Стадион «Авангард» — стадион во Владивостоке, домашний стадион спидвейного клуба «Восток». На стадионе проходят гонки открытого чемпионата России по спидвею. Расположен в исторической части города, на улице Светланской, между улицами Шефнера и Экипажной. 

## История
Первый стадион на месте бывшей Мальцевской площади был построен в 1938 году и состоял из футбольного поля и деревянных трибун для зрителей. В годы Великой Отечественной войны был полуразобран.
В 1946 — 1947 годах по проекту архитектора Н.С. Рябова был построен новый стадион, разместившийся на двух террасах. На нижней — футбольное поле с секторами для лёгкой атлетики и служебное здание с раздевалками для спортсменов. В верхней — площадки для спортивных игр и небольшой сквер. 

## Архитектура
Территория стадиона окружена ограждением из узорной металлической решётки и кирпичных столбов. Вход выполнен в виде колоннады, являющейся самостоятельным архитектурным произведением. Она выполнена по форме портика, имеющего четыре пары колонн и ограниченного по краям двумя пилонами, имеющими в плане очертание четверти окружности. Края пилонов обработаны в виде пилястр. Портик увенчан широким антаблементом с аттиком. Колонны и пилястр имеют гладкие стволы с капителями, выполненными в коринфском ордере.     